# تشارلي كاتلت
تشارلي كاتلت (بالإنجليزية: Charlie Catlett)‏ هو عالم حاسوب أمريكي، ولد في 1960.